# E.B. Ford
Edmund Brisco "Henry" Ford FRS Hon. FRCP (23 de Abril de 1901 – 2 de Janeiro de 1988) foi um geneticista ecológico britânico. Foi líder entre os biólogos britânicos que investigaram o papel da selecção natural na natureza.
enquanto estudante, interessou-se no grupo dos lepidópteros, o grupo que inclui as borboletas e traças. Acabou por estudar a genética das populações naturais, e inventou o campo da genética ecológica. Foi agraciado com a Medalha Darwin da Royal Society em 1954. Mais tarde, em 1968, foi agraciado com o Prémio Kalinga da UNESCO, pela popularização da ciências.

## Obras de Ford
- Ford E.B. (1931, 8th ed 1965). Mendelism and evolution. Methuen, London.
- Carpenter, G.D. Hale and E.B. Ford (1933) Mimicry. Methuen, London.
- Ford E.B. (1938, 2nd ed 1950). The study of heredity. Butterworth, London. 2nd edn: Oxford University Press.
- Ford E.B. (1940). Polymorphism and taxonomy. In Huxley J. The new systematics. Oxford.
- Ford E.B. (1942, 7th edn 1973). Genetics for medical students Chapman and Hall, London.
- Ford E.B. (1945, 3rd edn 1977). Butterflies. New Naturalist #1 Collins, London.
- Ford E.B. (1951). British butterflies. Penguin Books, London.
- Ford E.B. (1954, 3rd edn 1972). Moths. New Naturalist #30  HarperCollins, London.
- Ford E.B. (1964, 4th edn 1975). Ecological genetics.  Chapman and Hall, London.
- Ford E.B. (1965). Genetic polymorphism. All Souls Studies, Faber & Faber, London.
- Ford E.B. (1976). Genetics and adaptation. Institute of Biology studies, Edward Arnold, London.
- Ford E.B. (1979). Understanding genetics. Faber and Faber, London.
- Ford E.B. (1980). Some recollections pertaining to the evolutionary synthesis. In Mayr E. and Provine W.B. (eds) The evolutionary synthesis: perspectives on the unification of biology. Harvard 1980; 1998. [effectively, this is an intellectual autobiography]
- Ford E.B. (1981). Taking genetics into the countryside.  Weidenfeld & Nicolson, London.
- Ford E.B. and J.S. Haywood (1984). Church treasures of the Oxford district. Alan Sutton, Gloucester.

## Ligações exernas
- Artigos escritos com R.A. Fisher estão disponíveis no sítio de internet da Universidade de Adelaide em «The R.A. Fisher Digital Archive». Consultado em 9 de setembro de 2007. Arquivado do original em 13 de dezembro de 2005